# Oelsnitz/Vogtl.
Pour les articles homonymes, voir Oelsnitz.
Oelsnitz/Vogtl. est une ville de Saxe (Allemagne), située dans l'arrondissement du Vogtland, dans le district de Chemnitz.

## Personnalités
- Eberhard Hertel (1938-2024), musicien allemand.
- Volker Eckert (1959-2007), tueur en série.
- Ronny Weller (1969-), haltérophile, champion olympique et du monde.